# 言語と性
人間は、言語を使って、自身や他者のジェンダー・アイデンティティや性的指向を示唆すると同時に、それぞれのジェンダー集団のコミュニケーションの特徴を社会化を通じて身につける。そのため、言語とジェンダーのかかわりは、文化人類学的な志向をもつ記述言語学的研究や、社会言語学、フェミニスト的志向をもった応用言語学まで、さまざまな研究が存在する。

## 人称代名詞
文法性のある言語では、3人称はもちろん、1人称・2人称に関しても形容詞の形の違いなどで対象の性別がわかる。しかし文法的な性のない言語でも、語彙の指示対象や話者などの現実の性別を表す決まりがある。日本語（共通語）では、1人称単数の代名詞（ぼく・おれ・あたしなど）が話者の性別によって異なる（ただし日本語の方言にもこのような区別がほとんどないものもあり、たとえば「おれ」などを男女問わず用いる方言も多い）。同様の例は他の言語にもあり、東南アジア諸言語（文法的性はない）などが代表的である。インド・ヨーロッパ語ではトカラ語（死語）で1人称男女の区別があった。
2人称単数の代名詞に関しては、セム語派（アラビア語など）で性による区別がある。また東南アジア諸言語などで3人称に由来する単語を用いる場合には性別を区別することが多く、ヨーロッパ言語でもVIPに敬意を払う場合にはこのような言い方が現れる（英語では2人称で用いる場合にはYour highness[殿下]と性別が現れなくても、3人称ではHer highnessというふうに区別される）。日本語でも3人称を2人称的に用いる「おじさん」「ねえさん」などの言い方、また書き言葉のみではあるが「貴女」などと性別が現れることがある。
文法性がある言語では3人称単数の人称代名詞にも性別があるのが普通である（現実の性だけでなく、非人間に対しても名詞の性に対応して使い分けることが多い）。複数形でも性別がある言語が多いが、男女が混じっている（または特定しない）場合には男性複数形で代表させることが多い。一方文法上の性がない言語では3人称代名詞にも性別がないものが多い。日本語の「彼」はもともと男女を限定しない代名詞であり（「彼女」はsheの訳語として明治時代に作られた）、人間以外にも「あれ」の意味で用いた。ヨーロッパの言語でも、インド・ヨーロッパ語でないハンガリー語やフィンランド語では「彼」と「彼女」を区別しない（人間と非人間は区別する）。英語は、文法的性はほとんど失ったが、依然として3人称単数の人称代名詞heとsheを区別する。また人間以外の生物や無生物を表すitも区別し、itに当たるものをheまたはsheと呼ぶのは（例外的に国や船をsheと呼ぶのを別として）擬人法である。ただし複数にはtheyを使い、性別も、人間かどうかも区別されない。ペルシャ語では人称代名詞においても性は消失し、「彼」も「彼女」も「それ」もاو(ū)で受ける。なお中国語でも同様に、音声上は「彼」「彼女」「それ」は同じ "tā"（普通話）である（文字上は「他（彼）」「她（彼女）」「它（それ）」と区別する）。

## 人名
人名のうち名は男女の区別があることが多い。日本や西洋社会において、接尾辞（〜子、〜夫）などで性別がわかる例も多い。「かおる」や「キャメロン（英語: Cameron）」など男女とも用いる名も存在する。キリスト教を奉じる国々では聖人暦に書かれている、誕生日と同じ月日に記された名前の中から決める（あるいは、決めさせられる）場合が多い。また、西洋では名を略した通称名が使われることが多く、性別の区別をした接尾辞が省略され区別の名前として使われることも多い。例えば、英語において、男性名であるAlexanderと女性名であるAlexandraが双方Alex、AliやAlと略されることがある。フランス語のカミーユCamilleなど、接尾辞が退化したものもある。また、綴りは違うものの発音が同じ例としては、ミシェルMichel（男） / Michelle（女）も）などの例がある。
また男性名に強さ、女性名に美しさなどを表現する傾向は世界的に見られるが、例外も多い（男性名に「美」を使う（『美』という字が元々『大きな羊』をあらわしていた事に由来するから）など）。ロシアの人名では父称と姓（形容詞に由来する）の語尾が男女で変化する。そのほか姓がなく父称に当る名称を用いる文化でも男女を区別する場合がある（アイスランドなど）。

## 敬称・職業名など
ヨーロッパ言語では敬称が男女別になっている。特に女性は未婚と既婚で区別があることが多く（既婚者は夫に属するという古い考えによる）、ポリティカル・コレクトネスやジェンダーフリーの観点から問題にされている。そのため英語では未婚・既婚を問わない敬称Ms.（ミズ）が作られ、現在ではかなり普通に用いられている。日本語においても、通常は男女とも「さん」を使用するが、児童生徒や目下に対しては女子の「さん」と並行して男子に「君」を使用することも、ジェンダーフリーの観点から問題視されている。また例えばchairman（議長）などの単語が暗黙に男性に限定されていることを問題とされ、これもchairpersonの語が普及している。日本語でも近年「看護婦」の名が廃止され「看護師」に統一された、また「スチュワーデス」の名が使われなくなったなどの例がある。